# Itamar Vieira Junior
Itamar Vieira Junior (Salvador, 1979) è uno scrittore brasiliano.
Ha studiato geografia presso l'Università federale di Bahia, dove ha conseguito anche un dottorato in studi etnici e africani, specializzandosi nella formazione di comunità quilombolas nella Regione Nordest del Brasile. Nel 2018 ha vinto il Prêmio LeYa con il romanzo “Torto Arado” ("Aratro ritorto" nell'edizione italiana), che nel 2020 gli è valso anche il Premio Jabuti come miglior romanzo e il Prêmio Oceanos.

## Biografia
È nato a Salvador, in Brasile, nel 1979. Ha trascorso l'adolescenza nello stato del Pernambuco, per poi trasferirsi nella città di São Luís.
Nel 2012 ha debuttato con la raccolta di racconti Dias (Giorni). Nel 2017 è uscita un'altra raccolta di racconti, A oração do carrasco (La preghiera del boia), finalista nella stessa categoria al 60º Prêmio Jabuti (2018). Il 17 ottobre 2018, gli viene attribuito il Prêmio LeYa per il romanzo “Torto Arado” (Aratro ritorto). La giuria, presieduta dal poeta Manuel Alegre, ha motivato l'assegnazione all'unaminità del premio “per la solidità della costruzione, l'equilibrio della narrazione e il modo di approcciarsi all'universo rurale del Brasile, ponendo particolare enfasi sulle figure femminili, sulla loro libertà e sulla violenza esercitata sul loro corpo in un contesto dominato dalla società patriarcale. Trattandosi di un romanzo che parte da una realtà concreta, in cui sono presenti situazioni di oppressione sia dal punto di vista sociale che dell'uomo in relazione alla donna, la narrazione incontra un piano allegorico, senza eccedere in uno stile barocco, guadagnando contorni universali. Va inoltre sottolineata la qualità letteraria di una scrittura nella quale si riconosce pienamente l'autore.”
La poetessa angolana Ana Paula Tavares, membro della giuria, ha sottolineato la capacità dell'autore di mantenere alto il livello della narrazione del libro vincitore, esaltandone “l'eleganza poetica che si mantiene dall'inizio alla fine”. Ha aggiunto inoltre: “I personaggi forti sono le figure femminili, e l'autore riesce a mantenere la solidità, il taglio, la ferocia, la violenza esercitata sulle donne e dalle donne tra di loro. È scritto e strutturato davvero molto bene”, afferma.

## Opere

### Racconti
- Dias - 2012, Caramurê Publicações. (Vincitore del Concurso XI Projeto de Arte e Cultura)
- A Oração do Carrasco - 2017, Mondrongo. (Finalista del Prêmio Jabuti, categoria Racconti; Vincitore del Prêmio Humberto de Campos da União Brasileira de Escritores (sezione Rio de Janeiro) biennio 2016-2017 ; Secondo posto al Prêmio Bunkyo de Literatura 2018)
- Doramar ou a odisseia  - 2021, Todavia

### Romanzi
- Torto Arado (2019, LeYa - edizione portoghese), (2020, Todavia - edizione brasiliana), Aratro ritorto (2020, Tuga Edizioni - edizione italiana, trad. Giacomo Falconi - ISBN 978-88-99321-28-4). Vincitore del Prémio Leya 2018, del Prêmio Jabuti 2020 e del Prêmio Oceanos 2020.
- Salvar o Fogo - 2023, Todavia

### Romanzi per l'infanzia
- Chupim - 2024 - Baião

## Premi e riconoscimenti
- Prémio Leya (Portogallo, 2018)
- Prêmio Jabuti (Brasile, 2020)
- Prêmio Oceanos (Brasile, 2020)
- Finalista International Booker Prize (2024) con la traduzione inglese di Torto Arado (Crooked Plow)